# Sylva, North Carolina
Sylva är administrativ huvudort i Jackson County i North Carolina. Orten har fått sitt namn efter snickaren William D. Sylva. Enligt 2010 års folkräkning hade Sylva 2 588 invånare.